# Comuna Bedrîkivți, Horodok
Bedrîkivți (în ucraineană Бедриківці) este o comună în raionul Horodok, regiunea Hmelnîțkîi, Ucraina, formată din satele Bedrîkivți (reședința) și Novosilka.

## Demografie
Componența lingvistică a comunei Bedrîkivți
     Ucraineană (99,33%)
     Alte limbi (0,67%)
Conform recensământului din 2001, majoritatea populației comunei Bedrîkivți era vorbitoare de ucraineană (99,33%), existând în minoritate și vorbitori de alte limbi.